# Чмутово (Костромская область)
Чмутово — село в Ореховском сельском поселении Галичского района Костромской области России.

## История
Согласно Спискам населенных мест Российской империи в 1872 году село относилось к 1 стану Галичского уезда Костромской губернии. В нём числилось 26 дворов, проживало 98 мужчин и 125 женщины. В селе имелась православная церковь.
Согласно переписи населения 1897 года в селе проживало 238 человек (113 мужчин и 125 женщин).
Согласно Списку населенных мест Костромской губернии в 1907 году село относилось к Вознесенской волости Галичского уезда Костромской губернии. По сведениям волостного правления за 1907 год в нём числилось 40 крестьянских дворов и 267 жителей. В селе имелась школа. Основными занятиями жителей села, помимо земледелия, были плотницкий и малярный промыслы, сельскохозяйственные работы.
До муниципальной реформы 2010 года село входило в состав Унорожского сельского поселения.

## Население
| 2008 | 2010 | 2012 | 2014 |
| ---- | ---- | ---- | ---- |
| 4    | ↗7   | ↘5   | →5   |

## Известные уроженцы
Николай Николаевич Виноградов (1876—1938) — историк, этнограф, фольклорист.